# NStB Tetschen - Laun
Az NStB  Ransko, Reichenberg és Strahow egy szerkocsisgőzmozdony-sorozat volt az osztrák-magyar k.k. Nördlichen Staatsbahn (NStB)-nál.
A 21 mozdonyt a Bécsújhelyi Mozdonygyár építette 1848-1850 között.
Amikor 1855-ben a StEG felvásárolta az NStB-t a mozdonyokat átszámozta 312–332 pályaszámúra, majd 1873-ban a még meglévő mozdonyokat a IIIf sorozatba osztotta és a 208-216 páloyaszámokat kapták. 1878-ig valamennyit selejtezték. 1865-ben selejtezték őket.

## Fordítás
- Ez a szócikk részben vagy egészben  a   NStB – Tetschen bis Laun című német Wikipédia-szócikk fordításán alapul.  Az eredeti cikk szerkesztőit annak laptörténete sorolja fel. Ez a jelzés csupán a megfogalmazás eredetét és a szerzői jogokat jelzi, nem szolgál a cikkben szereplő információk forrásmegjelöléseként. Az eredeti szócikk forrásai szintén ott találhatóak.